# Ei, Psiu! Beijo Me Liga
Ei, Psiu! Beijo Me Liga, é o primeiro single do álbum solo de estreia do cantor sertanejo Michel Teló, com participação da dupla João Bosco & Vinícius. De autoria, e também é interpretada por Michel Teló, foi regravada por diversas duplas sertanejas. Não teve um bom desempenho nas paradas brasileiras pelo motivo em que seu hit Fugidinha tinha entrado nas paradas.

## Paradas
| Paradas (2010)                                            | Melhor posição |
| --------------------------------------------------------- | -------------- |
| Brasil Billboard (Hot 100 Airplay)                        | 61             |
| Brasil Billboard (Brasil Hot Popular Songs)               | 35             |
| Brasil Billboard (Brasil Regional Curitiba Hot Songs)     | 53             |
| Brasil Billboard (Brasil Regional Porto Alegre Hot Songs) | 35             |
| Brasil Billboard (Ribeirão Preto Hot Songs)               | 36             |
| Brasil Billboard (Campinas Hot Songs)                     | 23             |
| Brasil Billboard (Belo Horizonte Hot Songs)               | 34             |
| Brasil Billboard (São Paulo Hot Songs)                    | 19             |
| Itália - (iTunes Store)                                   | 42             |